# 아일랜드 공화국 법통론

아일랜드 공화국(아이리시 리퍼블릭)의 국기.

아일랜드 공화국 법통론(영어: Irish republican legitimism 아이리시 리퍼블리컨 리지터미즘[*])이란 아일랜드 공화주의의 한 분파로서, 부활절 봉기 때 건국이 선포된 아일랜드 공화국만을 아일랜드인의 정당한 국체로 인정하고, 오늘날의 아일랜드와 북아일랜드의 적법성을 부정하는 것이다.
현대 아일랜드의 국호는 그냥 "아일랜드(영어: Ireland 아이얼런드[*])"이며, 연합왕국에 속한 북아일랜드와의 구분을 위해 공화국이라고 지칭될 때는 "아일랜드섬의 한 공화국(영어: Republic of Ireland 리퍼블릭 오브 아이얼런드[*])"으로 지칭된다. 이에 비해 아일랜드 공화국 법통론에서 주장하는 아일랜드 공화국은 "아일랜드(인)의 공화국(영어: Irish Republic 아이리시 리퍼블릭[*])"이라는 점에서 질적으로 구분된다. 단 아일랜드어로는 두 "아일랜드 공화국" 모두 포블라크트 너 헤런(아일랜드어: Poblacht na hÉireann)으로 구분되지 않는다.
아일랜드 공화국군 조약 반대파(ATIRA)와 아일랜드 공화국군 연속파(CIRA)가 이 노선을 지지했다.
아일랜드 공화국 법통론을 지지하는 정파들은 현재의 아일랜드 정부를 지지하지 않아서 정당등록도 하지 않기에 제도권 정치에 보이지 않는다.